# Toledo (zespół muzyczny)
Toledo – polski zespół muzyczny grający muzykę disco polo. Powstał na początku 1996 roku w Sochaczewie.
Zespół zadebiutował jesienią 1997 roku, kiedy w programie Disco Relax zaczęło dominować granie w stylu "disco dance". Zespół udowodnił, że jest jeszcze wiele do powiedzenia w tradycyjnym stylu "disco polo". Grupa wyróżnia się wieloma przebojami takimi jak np.: "Zakochajmy się", "Miłość", "Ze mną bądź", "Serca dwa", "Tylko z tobą", "Zakochani jak my", "Radosne lata, dni", "Jasna noc", "Miłość największa", "Od pierwszego wejrzenia", "Cudownie miła", ″Narzeczona", "Miłość największa (Tom socket remix)", "Dwa balony", "Kochaj tylko raz", "Rumanie jabłuszka", "Chciałem tyle dać", "Chcemy dla Was grać" (jesień 2004) oraz, ostatnio, nowe: "Cały będę twój", "Bądź roztańczona", "Dwa balony", "Napalone kobiety", "Coś pięknego", "Jesteś najważniejsza", "Dziewczyna zakochana" oraz "Magiczne oczy".
W skład grupy Toledo wchodzili: Marek Dąbrowski, Tomasz Rozum, Mariusz Grącki oraz Ireneusz Kubiak, Paweł Zaczek.
Aktualny skład zespołu: Marek Dąbrowski, Tomasz Rozum, Paweł Zaczek i Grzegorz Dąbrowski.

## Dyskografia
- Zakochajmy się (listopad 1997)[5]
- Prawda i sny (lato 1998)[6]
- Radosne lata dni (lato 1999)[7]
- Wakacyjny flirt (lato 2000)
- Chciałem tyle dać (wiosna 2002)[8]
- The best (jesień 2002)
- Wielka kolekcja (jesień 2009)
- Coś pięknego (2016)[9]